# بیگنک (ایلینوی)
بیگنک (به انگلیسی: Bigneck) یک منطقهٔ مسکونی در ایالات متحده آمریکا است که در شهرستان آدامز، ایلینوی واقع شده‌است. بیگنک ۲۰۵٫۱۳ متر بالاتر از سطح دریا واقع شده‌است.